# Mosteiro Zen Morro da Vargem

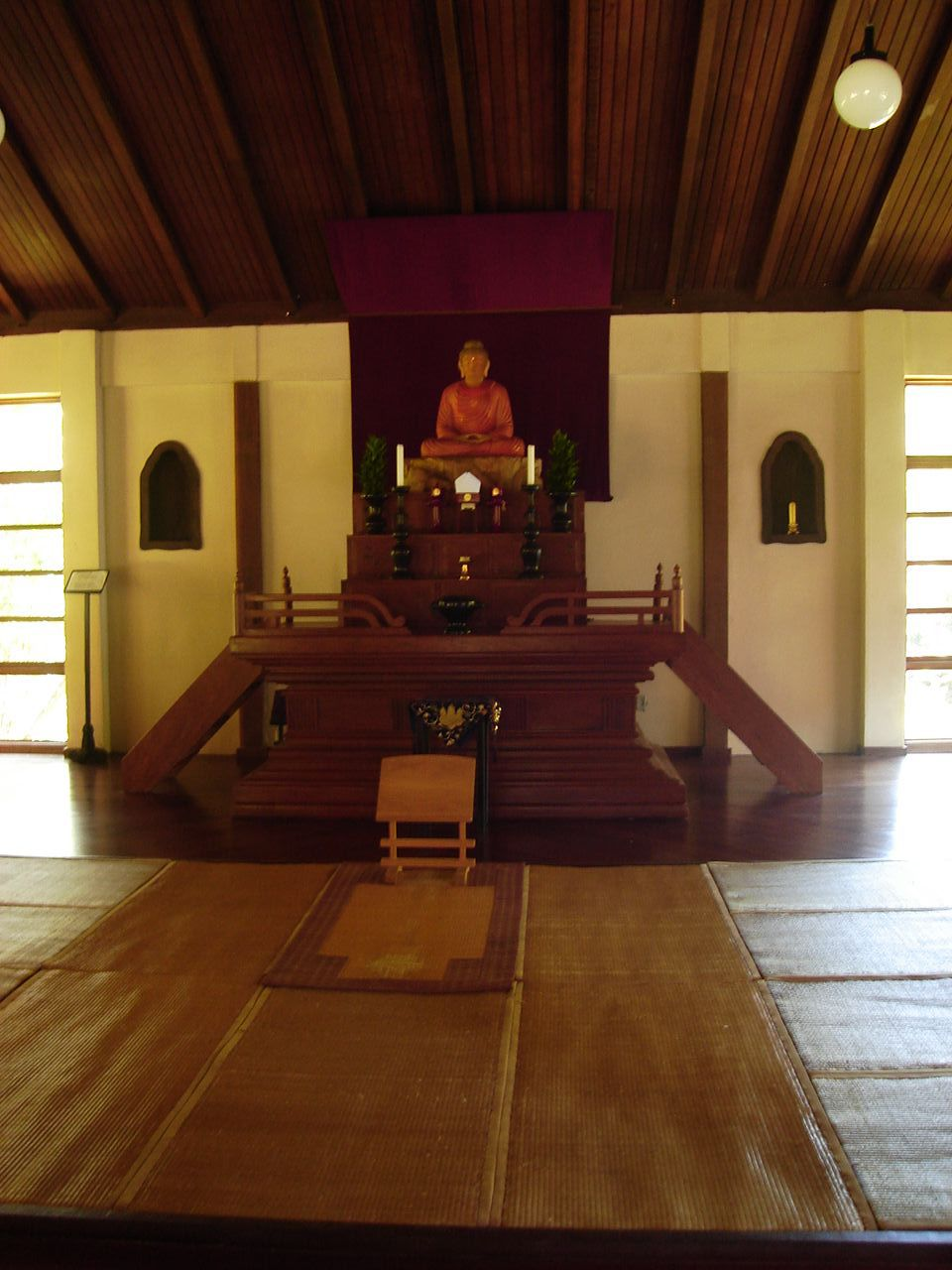
Templo do mosteiro

O Mosteiro Zen Morro da Vargem é o primeiro mosteiro zen-budista da América Latina, localizado em Ibiraçu, Espírito Santo. Fundado em 1974 pelo monge Ryotan Tokuda e um grupo de convertidos, o mosteiro, localizado a 350 metros de altitude, tem como trabalhos a formação de monges segundo as tradições orientais, a realização de práticas budistas leigas, a fomentação artística-cultural e a educação ambiental. Ele segue a escola secular Soto Zen.
O mosteiro é o maior da América Latina, além do mosteiro, existe uma praça de mesmo nome, e em sua entrada está a estátua do Grande Buda de Ibiraçu. Tem uma área de 150 hectares sendo assim 140 para preservação e o reflorestamento da Mata Atlântica.

## História
Ryotan Tokuda popularizou o zen entre brasileiros sem descendência asiática, iniciando seu trabalho no Templo Busshinji em 1968 após ter sido enviado como missionário pela Sōtō Zenshū. Na década de 1970, porém, deixou o Busshinji, insatisfeito com o conservadorismo da maioria dos templos, mas continuou no Brasil estabelecendo grupos e ordenando seguidores; em 1974, com um grupo de jovens e assentimento de Ryohan Shingu, fundou como sua primeira instituição independente o Mosteiro Morro da Vargem, com a função de ser um centro de retiro.
Foi o primeiro mosteiro zen-budista do Brasil, e, sob a liderança de Tokuda, foram implementadas regras de treinamento e trabalho. Um dos integrantes do grupo, Cristiano Daiju Bitti, estudou com formação monástica Soto Zen sob Narazaki Rōshi no Templo Zuiō-ji em Shikoku por cinco anos; ele foi o único dos jovens que voltou após completar o treinamento, retornando em 1983 ao Brasil, quando então substituiu Tokuda como abade do mosteiro, cargo que encabeça até hoje. Em japonês, o centro é também chamado Hakuunzan Zenkoji.

## Praça Torii
O mosteiro comprou e doou à comunidade um parque de 2 hectares às margens da BR-101, que inclui um jardim de pedras japonês, um lago de carpas, uma capela de Nossa Senhora da Penha, o portal torii de entrada e a colina com as estátuas e monumento de Buda. Na Praça Torii, funciona também ao lado da estátua do Buda Gigante a Escola Oficina de Cerâmica Kanzeon. Cerca de 30 mil pessoas visitam por ano o mosteiro.

## Funções
Suas atividades se concentram em torno de 3 eixos. O pilar religioso inclui práticas leigas e monásticas, como a realização de retiros (sesshin), formação de monges e eventos cerimoniais. O mosteiro mantém oitenta e cinco retiros anualmente, com 45 participantes a cada sessão. Ele faz parte como início e fim do roteiro de peregrinação "Caminhos da Sabedoria", criado junto com a Arquidiocese de Colatina.
Desde 1985, o mosteiro realiza trabalhos no eixo educacional-ambiental, que inclui planos de manejo de área e programas educacionais a milhares de crianças do estado por ano. Em 1992, ele foi instituído como um Polo de Educação Ambiental pela SEAMA. Junto à prática budista, em sua área de 150 hectares foram recuperados 120 hectares de área degradada e 140 hectares são destinados à recuperação e preservação da Mata Atlântica. O mosteiro produz seus próprios vegetais orgânicos e mel, e até a década de 90 seguia uma rígida orientação alimentar nos retiros e divulgava dieta natural.
No eixo cultural-social, o mosteiro também mantém desde 1995 um espaço chamado Estação Cultural, que funciona como uma residência artística, ateliê e galeria, e patrocina artistas que querem se devotar às suas obras longe da cidade. Também possui contato integrado com as populações rurais, realizando eventos culturais de festas folclóricas e feiras artesanais.